# Ferenc Salbert
Ferenc Salbert (Francia, 5 de agosto de 1960) es un atleta francés retirado especializado en la prueba de salto con pértiga, en la que consiguió ser medallista de bronce mundial en pista cubierta en 1991.

## Carrera deportiva
En el Campeonato Mundial de Atletismo en Pista Cubierta de 1991 ganó la medalla de bronce en el salto con pértiga, con un salto por encima de 5.70 metros, tras los soviéticos Sergey Bubka (oro con 6.00 metros) y Viktor Ryzhenkov.